# Billboard Music Awards 2002
Die Billboard Music Awards 2002 wurden am 9. Dezember 2002 in der MGM Grand Garden Arena in Paradise, Nevada verliehen.

## Gewinner und Nominierungen
Die Gewinner stehen als erstes und in Fettschrift.
| Artist of the Year | R&B Artist of the Year |
| --- | --- |
| - Nelly - Ashanti - Eminem - Creed                                                                                       | - Ashanti - B2K - Tweet - Clipse |
| Rap Artist of the Year                                                                                                   | Single of the Year |
| - Nelly - Fat Joe - Ludacris - Ja Rule                                                                                   | - Nickelback – How You Remind Me - Nelly – Hot in Herre - Ashanti – Foolish - Nelly & Kelly Rowland – Dilemma                            |
| Country Songs Artist of the year                                                                                         | Rock Artist of the Year |
| - Toby Keith - Garth Brooks - Alan Jackson - Tim McGraw                                                                  | - Puddle of Mudd - Creed - Nickelback - Staind                                                                                           |
| Rock Song of the Year | Hot 100 Singles Group/Duo of the Year |
| - Puddle of Mudd – Blurry - Godsmack – I Stand Alone - Default – Wasting My Time - Staind – For You                      | - Nickelback - Puddle of Mudd - Creed - The Calling                                                                                      |
| Duo/Group of the Year | Male Artist of the Year |
| - Creed - Linkin Park - Puddle of Mudd - Nickelback                                                                      | - Nelly - Eminem - Ja Rule - Usher |
| Female Artist of the Year                                                                                                | Dance Artist of the Year |
| - Ashanti - Avril Lavigne - Jennifer Lopez - Pink                                                                        | - Cher - Kylie Minogue - Kim English - Enrique Iglesias - Michael Jackson                                                                |
| R&B Album of the Year | Billboard 200 Album of the Year |
| - Eminem – The Eminem Show - Ashanti – Ashanti - Nelly – Nellyville - Ludacris – Word of Mouf                            | - Eminem – The Eminem Show - Creed – Weathered - Nelly – Nellyville - Pink – Missundaztood                                               |
| Hot 100 Singles Male Artist of the Year                                                                                  | Top 40 Track of the Year |
| - Usher - Ja Rule - Eminem - Nelly                                                                                       | - Nickelback – How You Remind Me - Avril Lavigne – Complicated - The Calling – Wherever You Will Go - Vanessa Carlton – A Thousand Miles |
| Century Award | Female R&B/Hip-Hop Artist of the Year |
| - Annie Lennox | - Ashanti - Faith Evans - Aaliyah - Mary J. Blige                                                                                        |
| Artist Achievement Award                                                                                                 | 200 Album Group of the year |
| - Cher | - Creed - Linkin Park - Dixie Chicks - Nickelback                                                                                        |
| Modern Rock Artist of the Year                                                                                           | New R&B/Hip-Hop Artist of the year |
| - Puddle of Mudd - System of a Down - Incubus - Hoobastank                                                               | - Ashanti - Tweet - Clipse - B2K |
| Modern Rock Track of the Year                                                                                            | New Pop Artist of the Year |
| - Puddle of Mudd – Blurry - Red Hot Chili Peppers – By the Way - Jimmy Eat World – The Middle - Linkin Park – In the End | - Ashanti - Vanessa Carlton - Avril Lavigne - The Calling                                                                                |
| Hot 100 Singles Male Artist of the Vear                                                                                  | R&B/Hip-Hop Male Artist of the Year |
| - Usher - Ja Rule - Eminem - Nelly                                                                                       | - Nelly - Ludacris - Usher |
| Electronic Albums Artist of the Year                                                                                     | R&B Single of the Year |
| - Moby - Dirty Vegas - Louie DeVito - Paul Oakenfold                                                                     | - Ashanti – Foolish - Musiq – Halfcrazy - Nelly – Hot in Herre - Usher – U Don't Have to Call                                            |
| Catalog Artist of the Year                                                                                               | Catalog Album of the year |
| - Creed | - Creed – Human Clay |
| Electronic Album of the Year                                                                                             | Special Billboard Award |
| - Moby – 18 - Dirty Vegas – Dirty Vegas - Various Artist – Blade II: The Soundtrack                                      | - Michael Jackson |